# مكيرة (ولاية تيزي وزو)
مكيرة إحدى بلديات دائرة تيزي غنيف التابعة لولاية تيزي وزو.
تقع في جنوب غرب ولاية تيزي وزو تحدها من الغرب بلدية شعبة العامر ومن الشرق بلدية تيزي غنيف ومن الشرق آيت يحي موسى  تبعد البلدية بحوالي 85 كيلومتر عن مدينة الجزائر 65 كم عن عاصمة الولاية  
تنقسم بلدية مكيرة إلى عدة قرى ومداشر أهمها تحشاط تيغيلت بوغني ايدوشوتن و تامضيقت 
بلدية  مكيرة أو بلدية المتناقضات
. ذات طبيعة جبلية وعرة . تزخر بعدة ثروات طبيعية الزيتون التين التين الشوكي وهي موطن للحيوانات النادرة كاسر الجوز القبائلي；ابن آوى الخنزير البري العندليب البربري الأرانب البرية ；ونضرا لكون المنطقة جبلية وعرة في مجملها فقد انتشرت فيها تربية الحيوانات الأبقار الأغنام النحل الطيور
مكيرة الثورية لقد قدمت هذه البلدية الصغيرة أرواح أبناءها فداءا للوطن وقربانا لله تعالى. فاحصت وزارة المجاهدين أن بلدية مكيرة منحت للثورة أكثر مما قدمت بلديات الجزائر 
مكيرة العلم تفتقر مكيرة للمؤسسات التعليمية. فيدرس أبناءها في ثانويات تيزي غنيف . فكان أبرز إنجاز لثانوية ورز الدين عاشور الذين يشمل مجموع 90% من طلبة البلدية على المرتبة الأولى في بكالوريا الجزائر عام 2009 
مكيرة الأصل تتحدث بلدية مكيرة بلغة واحدة وهي اللغة الأمازيغية. ويتشبث سكانها بالعادات والتقاليد الأمازيغية التي تعد أصل الهوية القومية الجزائرية 
مكيرة الدين يدين سكان مكيرة بالإسلام بنسبة تفوق 99،99 من المائة . 
مكيرة الرياضة يمثل نادي أولمبيك مكيرة النادي الوحيد الذي يمثل البلدية رغم أن معضم الشباب ينتمي إلى أندية مغمورة مثل نادي أولمبيك تيزي غنيف والترجي الرياضي لمدينة ذراع الميزان 
كما يناصر سكان البلدية شبيبة القبائل والمنتخب الوطني الجزائري

## مواضيع ذات صلة
- بلديات ولاية تيزي وزو
- دوائر ولاية تيزي وزو